# Armand Gaston Maximilien den Rohan-Soubise
Armand Gaston Maximilien den Rohan-Soubise (Paris, 26 de junho de 1674 - Paris, 19 de julho de 1749) foi um cardeal do século XVIII

## Biografia
Nasceu em Paris em 26 de junho de 1674, Paris, França. Quinto dos onze filhos do príncipe François de Rohan e sua segunda esposa Anne Julie de Rohan-Chabot. Os outros irmãos eram Louis, Hercule Mériadec, Alexandre Mériadec, Henri Louis, Maximilien Gaston Guy, Frederic Paul, Anne Marguerite, Constance Emilie, Emilie Sophronie Pelagie e Eleonore. Seus padrinhos foram Marguerite Gabrielle de Chabot de Rohan e Armand Jean de Plessis, duque de Richelieu e de Fornsac, par de France. Ele estava destinado à Igreja. Tio do cardeal Armand de Rohan-Soubise-Ventadour (1747), bispo de Estrasburgo; e do cardeal Louis-César-Constantin de Rohan-Guéménée-Montbazon (1761), bispo de Estrasburgo de 1757 a 1779. Tio-avô do cardeal Louis-René-Édouard de Rohan-Guéménée(1778), bispo de Estrasburgo de 1779 a 1801. Ele também está listado como Armando Gastone di Roan; seu primeiro nome como Armandus Gasto; e seu sobrenome apenas como Rohan. Ele foi chamado de Cardeal de Rohan-Soubise.
Estudou no Seminário Oratoriano de Saint-Magloire, Paris; e na Universidade La Sorbonne , Paris, onde obteve o doutorado em teologia em 1700. Sócio de La Sorbonne .
Ordenado (nenhuma informação encontrada). Abade commendatario de Moutier em 1692. Cônego do capítulo da catedral de Estrasburgo em 1694, por decisão do rei Luís XIV da França. Abade commendatario de Lire, 1698. Ele foi promovido ao episcopado a pedido do rei Luís XIV.
Eleito bispo titular de Tiberíades e nomeado coadjutor com direito de sucessão, de Estrasburgo, com o consentimento de seu capítulo, em 18 de abril de 1701; ele foi dispensado do requisito de idade canônica de trinta anos de idade. Consagrada, 26 de junho de 1701, igreja de St-Germain des Près, Paris, pelo cardeal Wilhelm Egon von Fürstenberg, bispo de Estrasburgo, auxiliado por Louis-Anne de Roussillon, bispo de Laon, e por François-Louis de Clermont-Tonnèrre, bispo de Langres. Membro da Académie des Inscriptions et Belle Lettres , 1701; e protetor da Académie de Soissons. Membro da Académie Française , 30 de junho de 1703. Sucedeu à sé de Estrasburgo, 9 de abril de 1704. Abade commendatario Saint-Epure de Toul, 1707.
Criado cardeal sacerdote no consistório de 18 de maio de 1712. Grande esmoler da França e comandante da Ordem de Saint-Esprit , 1713. Presidente da comissão para o exame da bula Unigenitus Dei Filius de 8 de setembro de 1713, antes de sua publicação na França, novembro de 1713. Abade commendatario de La Chaise-Dieu, 1713?. Abade commendatario de St. Waast 1715. Participou do conclave de 1721 , que elegeu o Papa Inocêncio XIII. Recebeu o chapéu vermelho e o título de SS. Trinità al Monte Pincio, 16 de junho de 1721. Ele permaneceu em Roma de julho a dezembro de 1721 e estava encarregado dos assuntos franceses. abade commendatáriode Foigny, ca.1722. Membro do Conselho de Regência, 1722. Participou do conclave de 1724 , que elegeu o Papa Bento XIII. Abençoou o casamento do rei Luís XV e da princesa Maria Leczinska da Polônia, em 15 de agosto de 1725. Participou do conclave de 1730 , que elegeu o papa Clemente XII. Participou do conclave de 1740 , que elegeu o Papa Bento XIV.
Morreu em Paris em 19 de julho de 1749, em sua residência em Vieux-Louvre , Paris. Transferido para a capela de la Mercy , Paris, em 21 de julho de 1749; e ali sepultado, ao lado de seus pais, conforme seu testamento (1) 